# Владимировка (Счастливский сельский совет)
Владимировка (укр. Володимирівка) — село в Доманёвском районе Николаевской области Украины.
Основано в 1922 году. Население по переписи 2001 года составляло 431 человек. Почтовый индекс — 56415. Телефонный код — 5152. Занимает площадь 0,952 км².

## Местный совет
56415, Николаевская обл., Доманёвский р-н, с. Счастливка, ул. Шляховая, 17